# Agostino Nifo

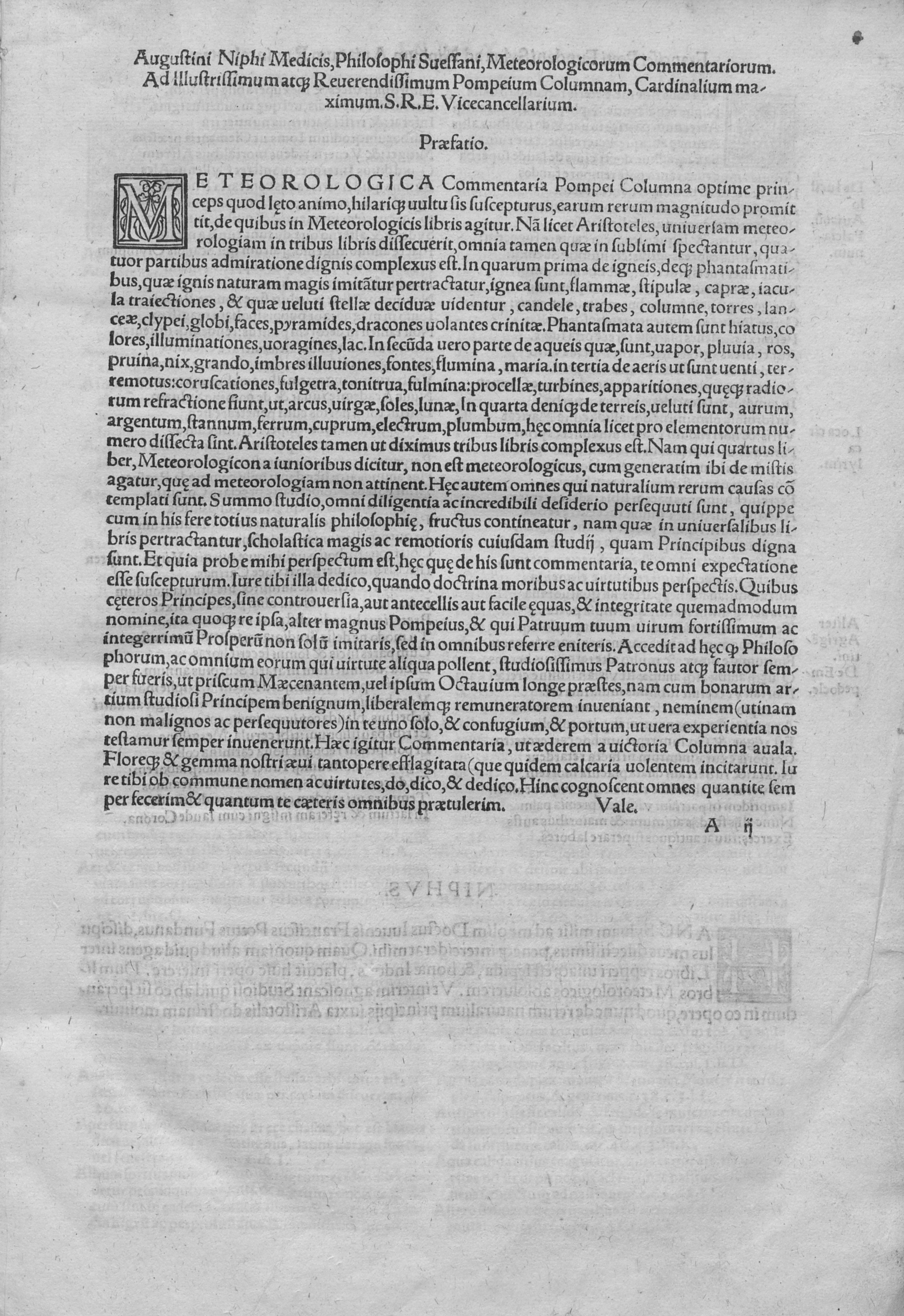
In libris Aristotelis meteorologicis commentaria, 1547

Agostino Nifo (* um 1469/1470 in Sessa Aurunca bei Caserta; † 15. Jänner 1538 ebenda; latinisiert Augustinus Niphus) war ein italienischer Philologe und Philosoph des Aristotelismus. Nach einem Studium der Medizin und der Philosophie in Padua unter anderem bei dem Philosophen Nicoletto Vernia, einem Vertreter des padovanischen Aristotelismus und bekannten Averroïsten, lehrte er an der Universität Padua sowie in Neapel, Rom und Pisa. Sein Ansehen war so groß, dass er von Papst Leo X. beauftragt wurde, die Lehre von der Unsterblichkeit der Seele gegenüber den Angriffen Pomponazzis zu verteidigen. Zur Belohnung erhielt er den Titel eines Grafen und das Recht, sich selbst Medici zu nennen.
Nifos Denken lässt sich in zwei Phasen gliedern. Seine frühen Schriften folgen vor allem Averroes, 1495 gibt er eine kommentierte Ausgabe der Werke des Averroes heraus. Später schwenkt er auf die katholische Orthodoxie ein, indem er sich einem eher thomistischen Aristotelesverständnis und dem Florentiner Neuplatonismus annähert. Hier ergeben sich auch Berührungspunkte mit Ficino und Pico. Es ist umstritten, inwiefern diese zweite Phase echter wissenschaftlicher Neupositionierung und nicht vielmehr politischem Opportunismus insbesondere gegenüber Leo X. entsprang.
Nifos Denken wird als wenig originell beurteilt, aber seine profunde philosophische Bildung gewürdigt, die Kenntnisse vor allem der Werke des Thomas von Aquin, Siger von Brabant, Themistios und Alexander von Aphrodisias zeigt.
Am bekanntesten ist Nifo durch seine Schrift De immortalitate animae libellus adversus P. Pomponacium von 1518. In dem oft polemischen und persönlich beleidigenden Werk widerspricht er der Lehre Pomponazzis, wonach die menschliche Seele untrennbar mit dem materiellen Körper des Individuums verbunden sei und folglich der Tod des Körpers zwingend den der Seele nach sich ziehe. Als Teil des absoluten Intellekts, so Nifo, sei die Seele vielmehr unzerstörbar, und der Tod führe lediglich zu einer Einheit mit dem absoluten Intellekt.
Die physikalischen Schriften Niphus versuchen, die Impetustheorie mit dem averroistischen Weltbild zu vereinbaren. In der Ethik steht er dem Hedonismus nahe. Wenig bekannt ist sein Buch De regnandi peritia (Neapel 1523), das „den ›Principe‹ plagierte, allerdings mit gewissen Auslassungen und Zusätzen.“ Mit diesem Traktat beginnt die „moralische Ächtung“ Niccolò Machiavellis.
Nifos Kommentare zu Aristoteles fanden eine weite Verbreitung und erfuhren zahlreiche Neuauflagen; die wichtigste Ausgabe erschien in vierzehn Bänden 1654 in Paris.

## Werke

### Averroistische Phase
- De intellectu et daemonibus (Padua 1492; tatsächlich 1503, wurde aber von Nifo vordatiert, um seinen Averroismus als jugendliche Verirrung darzustellen[5])
- In librum destructio destructionum commentarii. Venedig 1497
- Expositiones in Aristotelis libros Metaphysices 1518

### Thomistisch-neuplatonische Phase
- De primi Motoris Infinitate Liber. Venedig 1505.
- Tractatus de immortalitate animi contra Petrum Pomponatium. Venedig 1525.
- De regnandi peritia. Neapel 1523.
- De pulchro et amore. Rom 1531.
- Opuscula moralia et politica. Paris 1645.

### Aristoteleskommentare
- Super tres libros „De Anima“. Venedig 1503.
- Collectanea ac commentaria in libros Aristotelis „De Anima“. Venedig 1522.
- Expositiones in omnes libros de Historia animalim, de partibus animalium et earum causis ac de Generatione animalium. Venedig 1546.
- Physicorum auscultationum Aristotelis libri octo. 1549
- In libros de sophisticis elenchis Aristotelis. Venedig 1551.
- Commentarium in tres libros Aristotelis De anima. 1559
- Dilucidarium metaphysicarum disputationum in Aristotelis Deum et quatuor libros metaphysicarum. 1559